# Andrena ferox
Andrena ferox är en biart som beskrevs av Smith 1847. Andrena ferox ingår i släktet sandbin, och familjen grävbin. Inga underarter finns listade i Catalogue of Life.